# Киевский вестник
«Киевский вестник» — всеукраинская утренняя газета коммунистической ориентации, выходит три раза в неделю (вторник, четверг, суббота). Не следует путать с одноимённым изданием выходившим в Киеве в 1870—1872 гг., под редакцией В. Рокотова.
Ранее называлась «Прапор комунізму», была официальным органом Киевского горкома Коммунистической партии Украины. Переименована в 1990 году постановлением бюро Киевского горкома КПУ, одновременно с изменением языка газеты на, в основном, русский.
Газета входит в число периодических изданий Украины с самой большой аудиторией.
Регистрационное свидетельство КВ № 8737 от 12.05.2004.
Шеф-редактор — Светлана Шмелёва, народный депутат Украины, фракция Коммунистической партии Украины.
Издаётся на русском языке, при этом часть материалов публикуется на украинском языке.
Газета публикует полемические материалы с критикой украинского национализма, политики украинских властей по вопросам исторического характера (в том числе пересмотра официального взгляда на Голодомор и роль УПА), в поддержку традиционного православия (Украинской православной церкви (Московского патриархата)). Также она известна своим позитивным отношением к советскому прошлому Украины.
Бумажная версия газеты распространяется исключительно по подписке, подписной индекс 61307.
На сайте издания публикуются только некоторые материалы.
Тематика: новости и аналитические материалы на политические, экономические и исторические темы; публикация фрагментов исторических книг; спорт и шахматы; телепрограмма; материалы на религиозно-православную тематику; материалы о жизни общества; рубрики «6 соток», «Эскулап», детская страничка «Почемучка», «Сатирическая корзинка», небольшие художественные произведения и другие материалы.
Газета «Киевский вестник» бесплатно выписывается многим ветеранам Киева.